# ボビー・ラフロムボイス
ロバート・ジョゼフ・ラフロムボイス（Robert Joseph LaFromboise, 1986年6月25日 - ）は、アメリカ合衆国・カリフォルニア州ロサンゼルス郡ダウニー出身のプロ野球選手（投手）。左投左打。MLB・テキサス・レンジャーズ傘下に所属。

## 経歴

### プロ入り前
2005年のMLBドラフト23巡目（全体695位）でシカゴ・ホワイトソックスから指名されたが、入団せず。
2007年のMLBドラフト14巡目（全体433位）でアリゾナ・ダイヤモンドバックスから指名されたが、この時も入団せず。

### プロ入りとマリナーズ時代
2008年、MLBドラフト8巡目（全体252位）でシアトル・マリナーズから指名を受け、6月10日に入団。
2013年4月10日に初のメジャー昇格を果たし、同日のヒューストン・アストロズ戦でメジャー初登板を果たした。
2014年2月27日にマリナーズと1年契約に合意したが、3月11日にマイナー・オプションでAAA級タコマ・レイニアーズへ異動し、3月27日にDFAとなった。

### パドレス傘下時代
2014年4月2日にウェイバーを経てサンディエゴ・パドレスへ移籍した。同日に傘下のAAA級エル・パソ・チワワズへ異動。4月9日にメジャーへ昇格したが、翌10日に再びAAA級エル・パソへ降格した。その後、8月20日にDFAとなった。

### パイレーツ時代
2014年8月24日にウェイバーを経てピッツバーグ・パイレーツへ移籍した。パイレーツでは、6試合にリリーフ登板して防御率2.45を記録。メジャー初勝利はならなかったが、32⁄3回で無四球・投球回を超える4つの三振を奪い、成長した。
2015年は11試合に登板して防御率1.13と好投したが、またしてもメジャー初勝利はならなかった。

### フィリーズ傘下時代
2015年12月23日、ウェイバーを経てロサンゼルス・エンゼルス・オブ・アナハイムへ移籍したが、2016年1月25日にロナルド・トレイエズの加入に伴ってDFAとなった。
その後、1月29日にウェイバーを経てフィラデルフィア・フィリーズへ移籍した。2月10日にテイラー・フェザーストンの加入に伴ってDFAとなった後、12日に40人枠を外れる形で傘下のAAA級リーハイバレー・アイアンピッグスへ配属された。この年は開幕からAAA級リーハイバレーでプレーし、13試合に登板して1勝3敗・防御率5.94・8奪三振の成績を残した。6月2日に自由契約となった。

### レンジャーズ傘下時代
2017年2月13日にテキサス・レンジャーズとマイナー契約を結び、スプリングトレーニングに招待選手として参加することになった。

## 詳細情報

### 年度別投手成績
| 年 度     | 球 団     | 登 板 | 先 発 | 完 投 | 完 封 | 無 四 球 | 勝 利 | 敗 戦 | セ 丨 ブ | ホ 丨 ル ド | 勝 率 | 打 者 | 投 球 回 | 被 安 打 | 被 本 塁 打 | 与 四 球 | 敬 遠 | 与 死 球 | 奪 三 振 | 暴 投 | ボ 丨 ク | 失 点 | 自 責 点 | 防 御 率 | W H I P |
| --------- | --------- | ----- | ----- | ----- | ----- | -------- | ----- | ----- | -------- | ----------- | ----- | ----- | -------- | -------- | ----------- | -------- | ----- | -------- | -------- | ----- | -------- | ----- | -------- | -------- | ------- |
| 2013      | SEA       | 10    | 0     | 0     | 0     | 0        | 0     | 1     | 0        | 1           | .000  | 47    | 10.2     | 12       | 0           | 4        | 1     | 0        | 11       | 0     | 0        | 8     | 7        | 5.91     | 1.50    |
| 通算：1年 | 通算：1年 | 10    | 0     | 0     | 0     | 0        | 0     | 1     | 0        | 1           | .000  | 47    | 10.2     | 12       | 0           | 4        | 1     | 0        | 11       | 0     | 0        | 8     | 7        | 5.91     | 1.50    |

- 2013年度シーズン終了時

### 背番号
- 30（2013年）
- 60（2014年）
- 39（2015年）